# Peltariopsis
Peltariopsis é um género botânico pertencente à família Brassicaceae.